# David Burliuk
Davíd Davídovich Burliúk (en ucraniano Давид Давидович Бурлюк) (Semyrótivka, Gobernación de Járkov, Ucrania,  21 de julio de 1882 – Long Island, Nueva York, 15 de enero de 1967) fue un artista, ilustrador y publicista ruso nacionalizado estadounidense, hermano del también artista Vladímir Burliuk.

## Biografía
David y su hermano Vladímir Burliuk trabajaron generalmente de forma conjunta. En 1902 se establecieron en Múnich, donde estudiaron arte, estableciendo relación con Vasili Kandinski, por mediación del cual participaron en la primera exposición de Der Blaue Reiter en 1911. En Rusia trabajaron con Natalia Goncharova y Mijaíl Lariónov, en un estilo primitivista, exponiendo con el grupo Sota de Diamantes en 1910 Moscú (salió en 1912 para adelantar pintura futurística). Fue uno de los primeros pintores que comenzaron a usar el collage. Su primera exposición personal fue en Samara en 1917. 
Con su otro hermano, Nikolái, y el poeta Maiakovski, fueron los creadores del futurismo ruso. Tomó parte en la escritura del manifiesto "Bofetada al gusto del público", firmado por los componentes del grupo "Hylaea", de San Petersburgo. También fue un miembro del grupo artístico Der Blaue Reiter de  Múnich. 
En 1920 emigró a Japón. En 1922 se instaló en Estados Unidos, obteniendo la nacionalidad en 1930. Allí abrió una galería de arte y dirigió una revista artística, Color Rhyme. En 1939 se trasladó a Checoslovaquia y, más tarde, a París. En 1949-1950 vivió y trabajó en Italia. En 1946 - 1963 pasó inviernos en La Habana donde exhibió sus cuadros. 
Junto con su esposa, Marusia, editaron la revista Color y rima, en la que se publicaba material poco conocido sobre cultura internacional. Durante el periodo de la Guerra Fría, las publicaciones sobre arte ruso en Occidente fuero muy importantes, al ser la Unión Soviética un mundo cerrado.
35 pinturas de David Burliuk están en museos de Ucrania. En Rusia sus mejores cuadros están en la Galería Tretiakov y en el Museo Ruso.

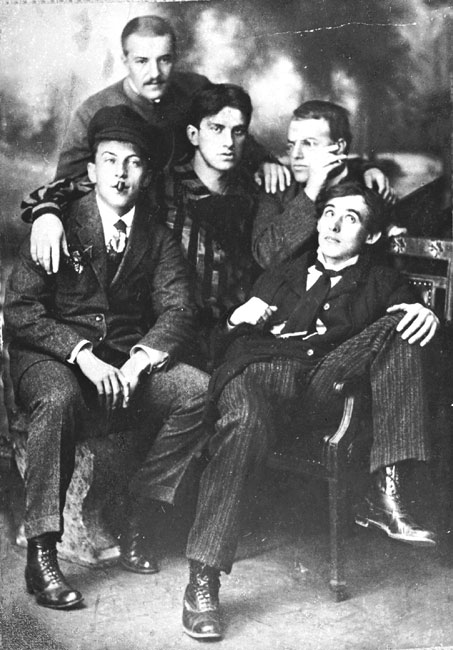
Foto de los futuristas Benedikt Lifshits, Nikolái Burluik, Vladímir Maykovski, David Burliuk y Alekséi Kruchónyj (de izda. a dcha). 1913

## Obras literarias
- «Лысеющий хвост», 1919 - El rabo que se va quedando calvo (colección) Rusia, Kurgán
- Маруся-сан. Нью-Йорк, 1925 - (Marusia-san), Nueva York
- Восхождение на Фудзи-сан. Нью-Йорк, 1926 - (Ascensión a Fuji-san], Nueva York
- Морская повесть. Нью-Йорк, 1927 - (Novela del mar), Nueva York
- По тихому океану. Из жизни современной Японии. Нью-Йорк, 1927 - (En el Pacífico. De la vida del Japón actual), Nueva York
- Ошима. Японский декамерон. Нью-Йорк, 1927 - (Oshima o Decamerón japonés), Nueva York
- Десятый октябрь. Нью-Йорк, 1928  - (El décimo octubre), Nueva York
- Толстой. Горький. Нью-Йорк, 1929 - (Tolstói, Gorki.) Nueva York
- Энтелехизм. 20 лет футуризма. Нью-Йорк, 1930 - (Entelequismo. 20 años de futurismo), Nueva York
- 1/2 века. Нью-Йорк, 1932 - (1/2 del siglo), Nueva York